# Abdorrezá Rahmaní Fazlí

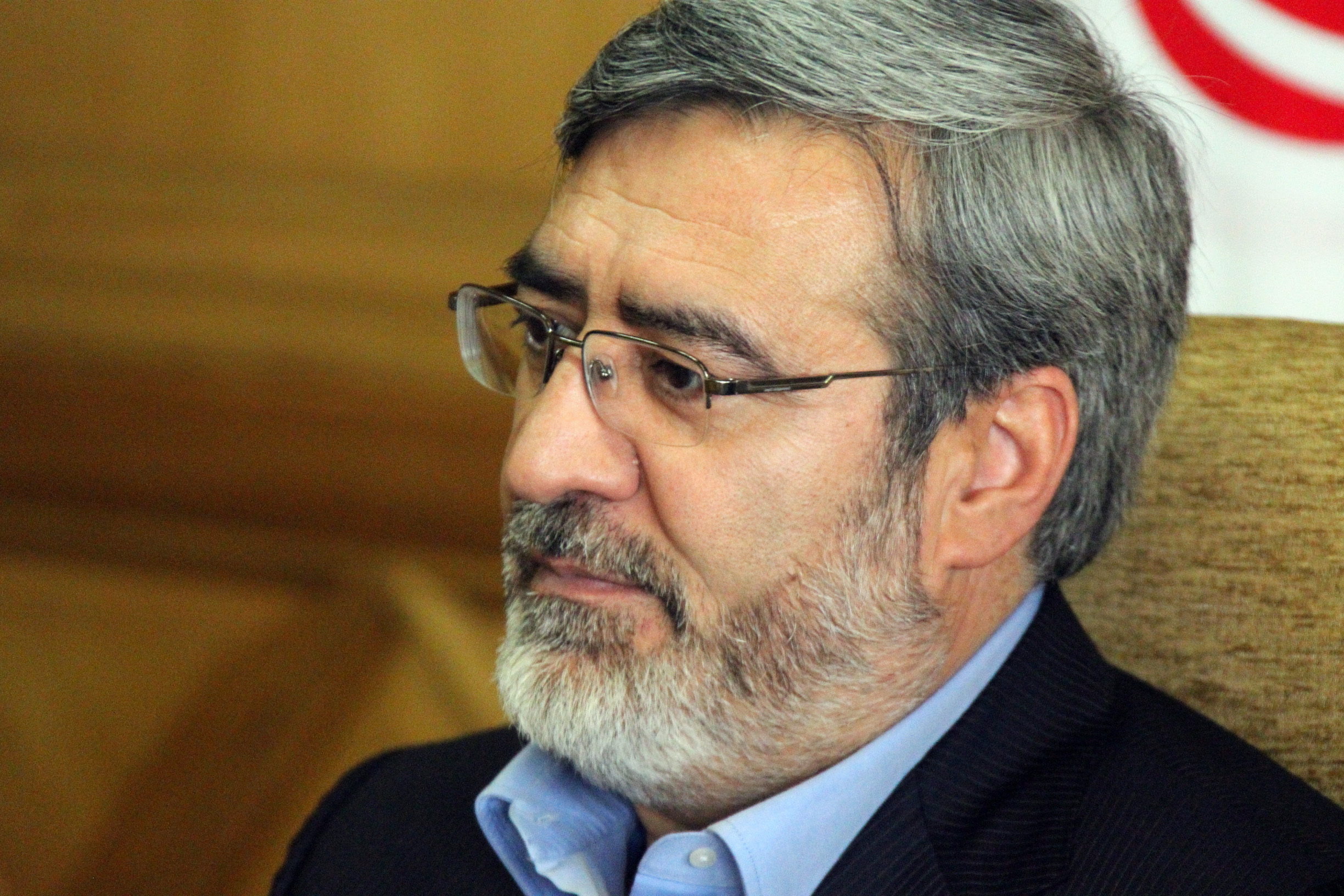
Abdorrezá Rahmaní Fazlí en agosto de 2013.

Abdorrezá Rahmaní Fazlí (n. Shirván, 1959-) es un político y geógrafo iraní. Fue ministro de Interior de la República Islámica de Irán desde el 15 de agosto de 2013 hasta el 25 de agosto de 2021. Ocupo además los cargos de comandante en jefe interino de las Fuerzas de Seguridad iraníes, presidente del Consejo Superior de Seguridad Nacional de Irán, secretario general del Centro de Lucha contra las Sustancias Narcóticas, miembro del Consejo Superior de la Media Luna Roja de la República Islámica de Irán y representante del presidente de Irán en el Consejo de Supervisión del Instituto de Radio y Televisión de la República Islámica de Irán (IRIB). Rahmaní Fazlí tiene un doctorado en Geografía humana por la Universidad Tarbiat Modarrés. 
Rahmaní Fazlí cuenta a sus espaldas con una dilatada carrera directiva en la administración de la República Islámica de Irán, en la que destacan la presidencia del Tribunal de Cuentas de Irán (2008-2013), la representación del shahrestán de Shirván en la Asamblea Consultiva Islámica (1992-1996), la subsecretaría del Consejo Superior de Seguridad Nacional de Irán y la secretaría social, cultural y mediática en IRIB bajo la presidencia de Alí Lariyaní, a quien Rahmaní Fazlí está estrechamente vinculado.
Como presidente del Tribunal de Cuentas de Irán, se opuso en numerosas ocasiones a infracciones cometidas por el gabinete de Mahmud Ahmadineyad. 
Su nombramiento como ministro del Interior por Hasán Rouhaní, aprobado el 15 de agosto de 2013 por la Asamblea Consultiva Islámica con 256 votos a favor, 19 en contra y 9 abstenciones, ha sido calificado por el politólogo de la Universidad de Teherán, Sadeq Zibakalam, como «de alguna manera, una transigencia entre el Sr. Rouhaní y los demás centros de poder», interpretándose en círculos de oposición como una cesión al presidente de la Asamblea, Alí Lariyaní.
Rahmaní Fazlí está considerado como un político conservador, dentro de la corriente osulgará (en persa, اصولگرا «principialista» o fundamentalista) del sistema político iraní.